# 2017年塞爾維亞總統選舉
2017年塞爾維亞總統選舉在該年4月2日舉行，這是該國設立總統職位以來第七次選舉，最終由亞歷山大·武契奇於第一輪投票勝出。